# Nking
Nking est un village du Cameroun situé dans le département du Donga-Mantung et la Région du Nord-Ouest, à proximité de la frontière avec le Nigeria. Il fait partie de la commune de Nwa.

## Démographie
Lors du recensement de 2005, 291 habitants y ont été dénombrés, dont 153 hommes et 138 femmes. Ceux-ci habitent dans les quartiers de Nking I et Nking II. La majorité des habitants font partie du clan Mbaw. 
Pendant l'été 2011, 26 personnes vulnérables habitaient à Nking. Celles-ci n'avaient accès à aucune ressource vu que des programmes d'aide n'existent pas dans la commune.  

## Agriculture et élevage
L'agriculture est importante à Nking. Parmi les plantes cultivées, on trouve du maïs, des plantains, des bananes, du sorgho, des fèves, du soya, du manioc, des pommes de terre, du taro, des palmiers à huile, des papayes, des oranges, du riz et du café Robusta. Par contre, on y fait surtout de l'agriculture de subsistance, avec des outils rudimentaires.
L'élevage est très important à Nking : en effet, c'est un Ardorate, où on trouve beaucoup de bétail. De plus, partout dans la commune, on élève des chèvres, des moutons, des porcs, des cochons d'Inde, des poules et des lapins.

## Éducation
Il n'y a pas d'école à Nking.

## Santé
Il n'y a pas de centre de santé à Nking.
Entre 1995 et 1998, il y a eu une épidémie de dysenterie sanguine à Nking et dans toute la pleine Mbaw. Celle-ci était due à la consommation d'eau de mauvaise qualité, et causa la mort de 1 500 personnes.

## Eau et ressources énergétiques
Il n'y a pas de source d'eau sanitaire à Nking. Les habitants du village s'approvisionnent donc à des sources souterraines, avec de l'eau s'écoulant sur des rochers, ou d'autres manières. Par contre, l'eau récoltée a une couleur, une odeur et un goût, donc elle n'est pas sécuritaire. De plus, en saison sèche, on abreuve le bétail aux mêmes sources qui desservent les humains, et cela augmente les risques de maladies hydriques tels que la dysenterie, la filariose lymphatique, la fièvre typhoïde et la diarrhée. 
Nking, comme tous les autres villages de la commune de Nwa, n'est pas électrifié.

## Commerce
Il n'y a pas de marché à Nking.

## Transports
Nking est située sur le long d'une route régionale. Celle-ci est en bon état, mais n'est pas pavée, comme toutes les routes de la commune de Nwa.
De plus, un sentier très fréquenté relie Nking à Mbem. Il est en très mauvais état.

## Travaux publics et développements futurs
Selon le Plan de Développement Communal du Conseil de Nwa, écrit dans l'optique de faire du Cameroun une économie émergente en 2035, on prévoit la complétion des projets suivants à Nking :
- construire un système d'approvisionnement en eau pour Nking, Mbirikpa, Ngu et Nguri ;
- construire deux classes à l'école primaire GS Nking ;
- créer et construire l'école maternelle GNS Nking ;
- donner des bourses (350 000 francs CFA par année pour cinq étudiants) pour aider des enfants pauvres ;
- construire un centre de santé ;
- construire un centre communautaire et culturel ;
- créer une micro-industrie laitière qui desservira Nking, Ntem et Ngamfe ;
- construire une installation de biogaz pour bénéficier la communauté Mbororo ;
- développer des plantation de gazon Guatemala et Branchiara pour le pâturage ;
- créer des pépinières de 4500 plants chacune (une d'acajou, une d'iroko, une d'eucalyptus, une de cyprès et une de palmier à huile de type Tenera).